# Final da Taça de Portugal de 2013–14
A Final da Taça de Portugal de 2013–14 foi a Final da 74ª edição da Taça de Portugal, competição organizada pela FPF e vencida pelo Benfica no ano em que a prova completou 75 anos desde a sua criação. A Final foi disputada a 18 de Maio de 2014 no Estádio Nacional do Jamor entre o Benfica que ganhou por 1 a 0 ao Rio Ave.
Com a vitória nesta Final o Benfica conquistou a sua 25ª Taça de Portugal (recorde de vitórias na prova) e fez a sua 10ª Dobradinha (recorde), que consiste na vitória no Campeonato e na Taça de Portugal na mesma época. 
Ao vencer esta competição o Benfica tornou-se no primeiro clube em Portugal a conquistar o Triplete, ou seja ganhar o Campeonato, a Taça de Portugal e a Taça da Liga na mesma época.

## Jogo
| 18 de Maio de 2014 | Benfica    | 1 – 0 | Rio Ave | Estádio Nacional do Jamor              |
| 17:15 UTC          | Gaitán 20' |       |         | Público: 37 150 Árbitro: Carlos Xistra |